# Joseph Salvat
Joseph Salvat (* 8. November 1889 in Rivel, Département Aude; † 29. Dezember 1972 in Surba) war ein französischer Kanoniker, Romanist und Okzitanist.

## Leben und Werk
Salvat wurde 1912 zum Priester geweiht. Er studierte die okzitanische Sprache und Literatur bei Joseph Anglade im Institut d’Etudes méridionales in  Toulouse und predigte häufig auf Okzitanisch. Zusammen mit dem Dichter Prosper Estieu (1860–1939) gründete er 1927 in Toulouse das Collège d’Occitanie und wurde Majoral des Félibrige. 1930 wurde er in die  Académie des jeux floraux  in Toulouse aufgenommen. Von 1936 bis 1958 war er Professor für okzitanische Sprache und Literatur (Nachfolger: Ernest Nègre) am Katholischen Institut  von Toulouse, wo in den frühen vierziger Jahren Rita Lejeune zu seinen Schülern gehörte. Von 1962 bis zu seinem Tod war er Präsident der 1919 gegründeten 'Escòla Occitana'. Seit 1940 war er schon leitender Herausgeber ihrer Zeitschrift Lo Gai Saber. Revista de l’Escòla Occitana gewesen und blieb auch das bis zu seinem Tod.

Am 9. Juni 1944 wurde er von den deutschen Besatzern festgenommen und (wie sein Kollege Élie Decahors) in das Konzentrationslager Neuengamme deportiert (MAT Neuengamme 36228), das er überlebte, weil er als Prominenter (personnalité-otage) eingestuft war. Er berichtete darüber in dem nachgelassenen Tagebuch Mon Diurnal de la deportacion 1944-1945, hrsg. von Ernest Nègre (Toulouse 1975).

Salvat war Ritter der Ehrenlegion (1969).

## Werke
- Le poète Auguste Fourès [1848-1891]. Sa vie et son œuvre. Suivies d'un choix de poésies, Castelnaudary 1927, Toulouse 1974
- Paroles chrétiennes. Texte occitan et traduction française, Toulouse 1934
- Grammaire occitane [= Gramatica occitana], Toulouse 1943; Grammaire occitane des parlers languedociens, Toulouse 1951, 1973; 1978, hrsg. von Ernest Nègre, 1998 (erarbeitet von 1924 bis 1934)
- Étude sur Pèire Godolin. Oeuvres de Pèire Godolin, choisies et annotées, Toulouse 1950
- "La Grenade entr'ouverte" d'Aubanel. Etude historique et littéraire, Avignon 1960
- Philadelphe de Gerde, Toulouse 1963
- (Übersetzer) Ordo missae. Traduccion occitana, Toulouse 1970